# Michael Underwood
Michael Underwood (Surrey, 29 settembre 1737 – Knightsbridge, 14 marzo 1820) è stato un medico britannico che fornì la prima descrizione clinica della poliomielite.
La sua descrizione della malattia è riportata nell'opera Treatise on Diseases of Children (Trattato sulle malattie dei bambini), pubblicato  nel 1789.